# Eredivisie (vrouwenhandbal) 1988/89
De Eredivisie is de hoogste afdeling van het Nederlandse handbal bij de vrouwen op landelijk niveau. In het seizoen 1988/1989 werd SEW landskampioen. Vonk/Mosam en Vlugheid en Kracht degradeerden naar de Eerste divisie.

## Teams
| Club                  | Plaats     | Provincie     |
| --------------------- | ---------- | ------------- |
| Aalsmeer              | Aalsmeer   | Noord-Holland |
| Fototechniek/Hellas   | Den Haag   | Zuid-Holland  |
| Vonk/Mosam            | Maastricht | Limburg       |
| AMC/Niloc             | Amsterdam  | Noord-Holland |
| OAD/OSC               | Amsterdam  | Noord-Holland |
| PSV                   | Eindhoven  | Noord-Brabant |
| Van der Voort/Quintus | Kwintsheul | Zuid-Holland  |
| Zeeman Vastgoed/SEW   | Nibbixwoud | Noord-Holland |
| Swift Arnhem          | Arnhem     | Gelderland    |
| UVG                   | Schiedam   | Zuid-Holland  |
| Herschi/V&L           | Geleen     | Limburg       |
| Vlugheid en Kracht    | Groningen  | Groningen     |

## Stand
| Pos | Club                  | Wed | W  | G | V  | Ptn | DV  | DT  | +/−  | Opmerking                                        |
| --- | --------------------- | --- | -- | - | -- | --- | --- | --- | ---- | ------------------------------------------------ |
| 1   | Zeeman Vastgoed/SEW   | 22  | 17 | 0 | 5  | 34  | 432 | 340 | +92  | Landskampioen, Gekwalificeerd voor de Europa Cup |
| 2   | Herschi/V&L           | 22  | 15 | 2 | 5  | 32  | 305 | 274 | +31  | Gekwalificeerd voor de Cup Winners’ Cup          |
| 3   | Van der Voort/Quintus | 22  | 15 | 0 | 7  | 30  | 403 | 338 | +65  |                                                  |
| 4   | Fototechniek/Hellas   | 22  | 14 | 0 | 8  | 28  | 361 | 318 | +43  |                                                  |
| 5   | PSV                   | 22  | 13 | 2 | 7  | 28  | 373 | 346 | +27  |                                                  |
| 6   | Aalsmeer              | 22  | 12 | 2 | 8  | 26  | 398 | 406 | -8   |                                                  |
| 7   | UVG                   | 22  | 10 | 1 | 11 | 21  | 394 | 385 | +9   |                                                  |
| 8   | Swift Arnhem          | 22  | 7  | 2 | 13 | 16  | 310 | 329 | -19  |                                                  |
| 9   | OAD/OSC               | 22  | 7  | 2 | 13 | 16  | 318 | 349 | -31  |                                                  |
| 10  | AMC/Niloc             | 22  | 7  | 1 | 14 | 15  | 302 | 345 | -43  |                                                  |
| 11  | Vlugheid en Kracht    | 22  | 6  | 2 | 14 | 14  | 324 | 378 | -54  | Degradatie naar eerste divisie                   |
| 12  | Vonk/Mosam            | 22  | 1  | 2 | 19 | 4   | 337 | 449 | -112 | Degradatie naar eerste divisie                   |

## Topscoorder
| # | Goal | Naam                        | Club                |
| - | ---- | --------------------------- | ------------------- |
| 1 | 176  | Christa van de Vorstenbosch | PSV                 |
| 2 | 122  | Wilma Odding                | Vlugheid en Kracht  |
| 3 | 120  | Ingrid Wagner               | Fototechniek/Hellas |
| 4 | 119  | Lydia ten Velden            | Zeeman Vastgoed/SEW |
| 5 | 114  | Diana Mouton                | Aalsmeer            |